# Aggrey Jaden
Aggrey Jaden Ladu (geb. 1924, 1927 oder 1928; gest. 1985 oder 1987) war ein Politiker im Süden des Sudan. Er gehörte zu den Wegbereitern der Unabhängigkeit des Südsudan.

## Leben
Aggrey Jaden Ladu gehörte zum Volk der Pojulu. Er wurde Mitte der 1920er im Dorf Loka geboren.

### Bildung
Aggrey Jaden Ladu besuchte 1936 bis 1944 die Loka Church Missionary Society CMS Elementary school, bevor er an die Nabumali Secondary School in Uganda wechselte, wo er 1945 bis 1949 studierte. Er ging dann 1950 an die Universität Khartum und graduierte 1954 an der School of Arts. Dann arbeitete er in der Verwaltung des Sudan und wurde 1955 als Sub-Mamur-Administrator angestellt. Nach der Unabhängigkeit des Sudan 1956 wurde ihm vorgeworfen, er habe sich geweigert, die britische Flagge zu senken und sie durch die neue sudanesische Unabhängigkeitsflagge zu ersetzen. Er wurde 1957 nach Malakal versetzt, aber 1958 nach dem Staatsstreich von General Ibrahim Abbud aus dem sudanesischen Staatsdienst entlassen. Auf der Suche nach einem Job verließ er das Land und wurde bei der East African Railways and Harbors Corporation in Kenia angestellt.

### Karriere
Er gab diesen lukrativen Job auf, um sich 1963 der Southern Sudan People’s Liberation Movement (SPLM) anzuschließen, zusammen mit Pater Dr. Saturnino Ohure, Joseph Oduho und William Deng Nhial. Nach Joseph Oduho wurde er 1964 zum Präsidenten der Sudan African National Union (SANU) gewählt. Er leitete die Delegation 1965 zur Roundtable-Conference in Khartum und kehrte dann zurück, um den Kampf fortzusetzen. Im April 1967 wurde Jaden zum Präsidenten der Southern Sudan Provisional Government gewählt. Er zog 1969 aus Angst um seine Sicherheit nach Nairobi, Kenia. Gordon Muortat Mayen wurde sein Nachfolger als Anführer der Bewegung Anya-Nya.
Nach Unterzeichnung des Addis-Abeba-Abkommens 1972 war Jaden der erste, der das Abkommen als Ausverkauf anprangerte, da seine Ziele für den Kampf weitaus höher lagen. Das Abkommen befasste sich nicht mit der Frage der Selbstbestimmung wie bei der Konferenz von Khartum 1965, und wurde von keinem internationalen Beobachter begleitet. Aggrey Jaden beschloss, das Abkommen zu missachten und blieb im Exil.
Viele Südsudaner versuchten ihn zur Rückkehr zu bewegen und sich der Southern Regional Government anzuschließen. Er kehrte letztlich 1978 in den Sudan zurück, lang nach der Unterzeichnung des Addis-Abeba-Abkommens. Allerdings kehrte er als wütender Mann zurück und trotz vieler Überzeugungsversuche, weigerte er sich seine politische Karriere durch eine Beteiligung in der Regierung fortzusetzen. 1983 wurde seine Ablehnung des Abkommens bestätigt, als Dschafar an-Numairi das Abkommen brach und die Südsudaner erneut zwang in den Busch zu flüchten um einen neuen Freiheitskampf unter John Garang zu führen.

## Tod
Die größte Anerkennung erfuhr Aggrey Jaden als der damalige Führer der SPLA, John Garang, 1987 dem Leichnam zur Beerdigung freies Geleit in sein Heimatdorf Loka gewährte.